# Суммарный коэффициент рождаемости
| 7—8 детей 6—7 детей | 5—6 детей 4—5 детей | 3—4 детей 2—3 детей | 1—2 детей 0—1 детей |

Карта стран мира по суммарному коэффициенту рождаемости по состоянию на 2024 год

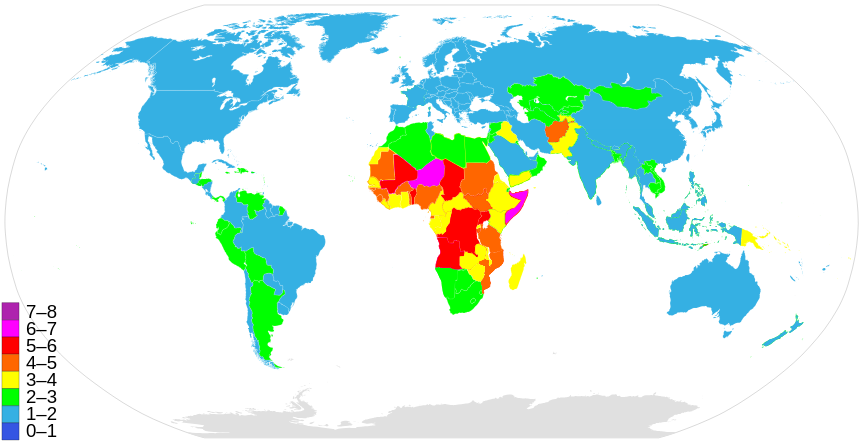
Карта мира по среднему количеству детей, рождённых женщиной в течение жизни, с учётом средних показателей для женщин всех возрастов, по данным ЦРУ (подробнее см. список стран)
7—8 детей
6—7 детей
5—6 детей
4—5 детей
3—4 детей
2—3 детей
1—2 детей
0—1 детей

Суммарный коэффициент рождаемости (СКР), также коэффициент суммарной рождаемости, коэффициент фертильности — коэффициент, показывающий, сколько в среднем родила бы одна женщина на протяжении всего репродуктивного периода (то есть от 15 до 50 лет) при сохранении в каждом возрасте уровня рождаемости того года, для которого вычисляется показатель независимо от смертности и от изменений возрастного состава. Данный коэффициент является одним из важных показателей уровня рождаемости. Для сохранения численности населения на одном уровне нужен суммарный коэффициент рождаемости около 2,1 рождения на одну женщину в течение жизни.
Суммарный коэффициент рождаемости в мире сократился с 4,97 рождения на женщину в первой половине 1950-х годов до 2,47 в 2015−2020 годы. В более развитых стран такой уровень рождаемости был характерен уже в начале 1960-х годах, а к концу века он снизился до 1,57, что покрывается иммиграцией в эти страны из менее развитых стран. Во многих развивающихся странах мира в XXI веке суммарный коэффициент рождаемости упал ниже уровня воспроизводства населения (2,1 рождения на женщину), как следствие общемировой демографической тенденции, приводящей к глобальному демографическому старению населения Земли (кроме Африки южнее Сахары) и вызванного ей уже в ряде стран, как развитых, так и развивающихся, демографического кризиса.
Самый высокий суммарный коэффициент рождаемости в мире — в Нигере — 7,0 (на 2020 год). Самый низкий — в Южной Корее — 0,71 (на 2021 год).

## Суммарный коэффициент рождаемости в мире

Данные ООН 2022 года по изменению СКР в различных регионах Земли с 1950 года (с прогнозом до 2100 года)

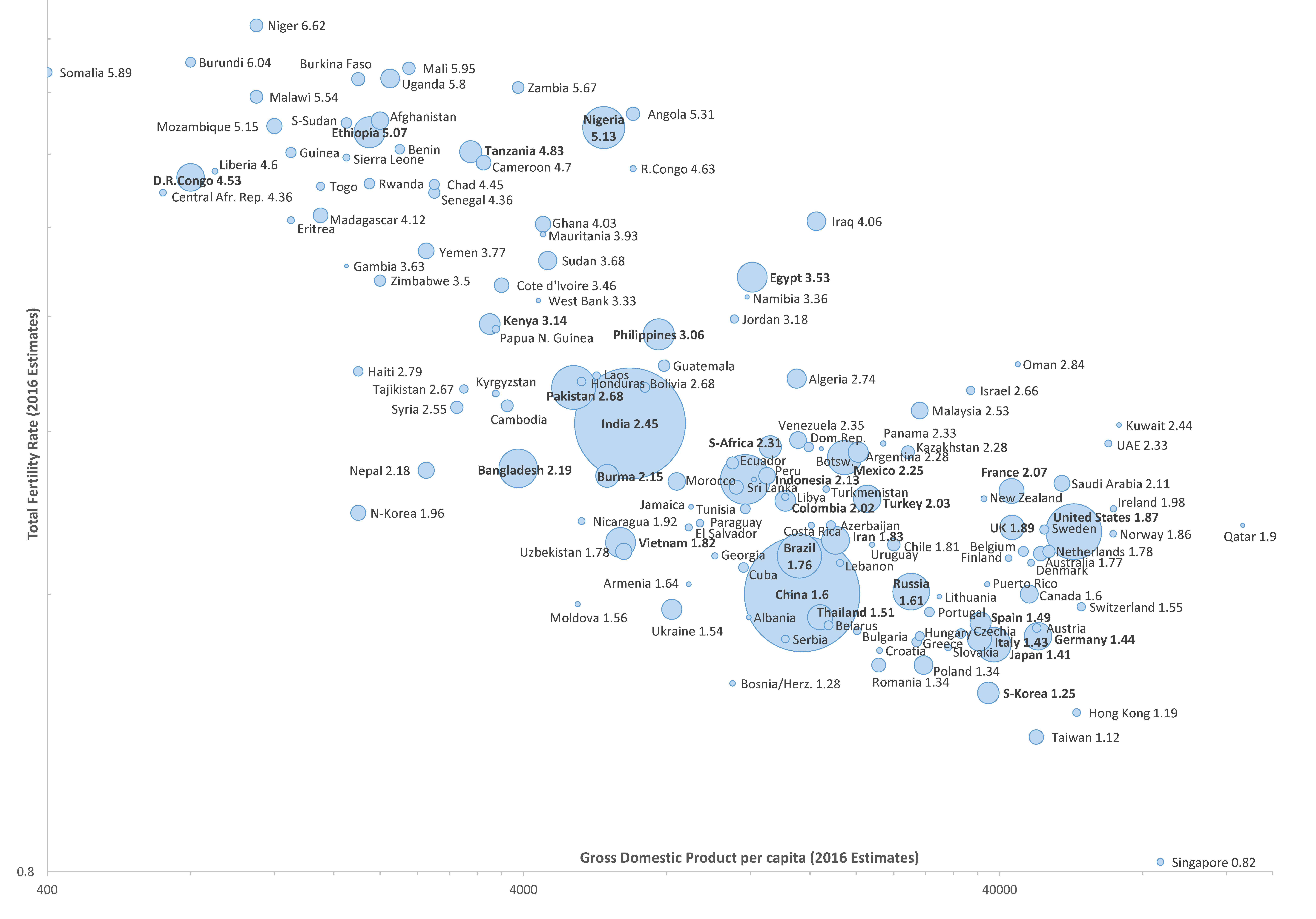
СКР (вертикаль), ВВП на душу населения (горизонталь) и население (площадь круга); данные 2016 года, только страны с населением более 5 миллионов. Источник: Всемирная книга фактов ЦРУ

| Годы      | СКР  |
| --------- | ---- |
| 1950−1955 | 4,97 |
| 1955−1960 | 4,90 |
| 1960−1965 | 5,02 |
| 1965−1970 | 4,93 |
| 1970−1975 | 4,47 |
| 1975−1980 | 3,86 |
| 1980−1985 | 3,59 |
| 1985−1990 | 3,44 |
| 1990−1995 | 3,01 |
| 1995−2000 | 2,78 |
| 2000−2005 | 2,65 |
| 2005−2010 | 2,58 |
| 2010−2015 | 2,52 |
| 2015—2020 | 2,47 |
| 2020—2025 | 2,42 |

## Россия

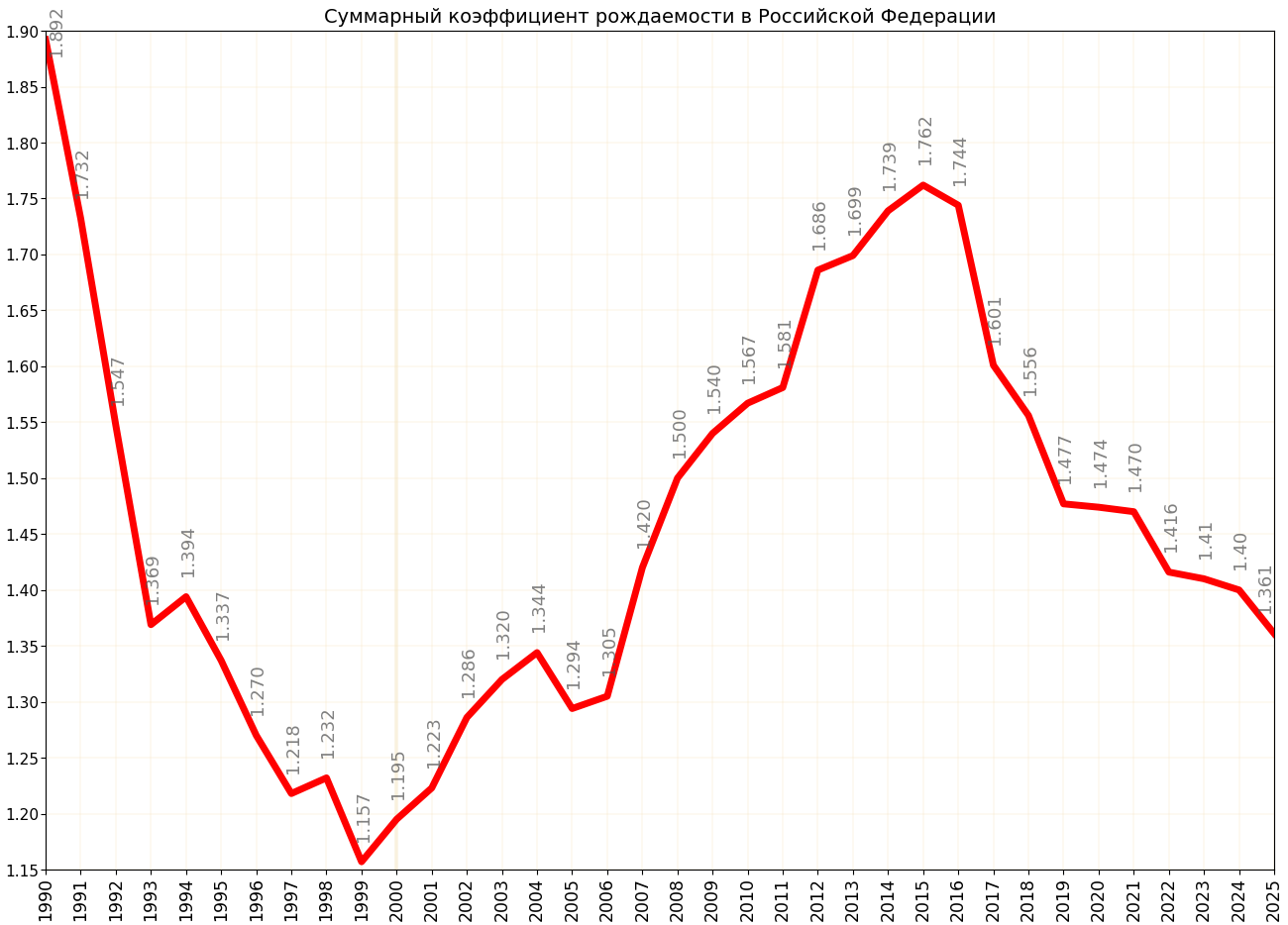
Суммарный коэффициент рождаемости в Российской Федерации, 1990—2024 годы

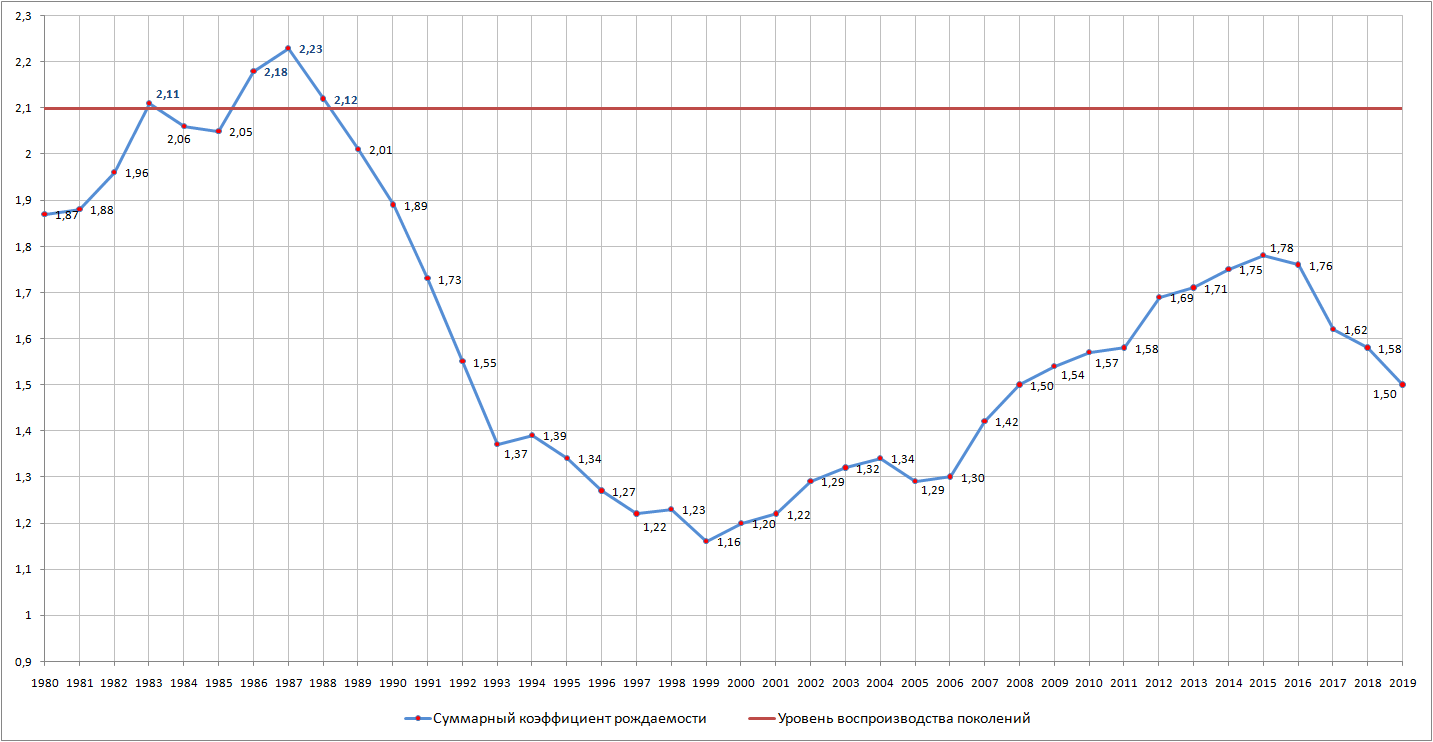
Суммарный коэффициент рождаемости в России в 1980−2019 годах

Суммарный коэффициент рождаемости по федеральным округам России в 1990—2019 годах

Согласно данным демографического прогноза ООН 2019 года, по медианному варианту общий коэффициент рождаемости в России с 2020 до 2100 год будет в диапазоне от 1,82 до 1,84 рождения на одну женщину. Среди субъектов РФ минимальное его значение характерно для Ленинградской области — 1,075, а максимальное для Республики Тыва — 2,724 (на 2019 год). По состоянию на XXI век в России суммарный коэффициент рождаемости выше уровня воспроизводства населения (2,1 рождения на женщину) был в основном в ещё не завершивших демографический переход, аграрных и сельских национальных республиках Сибири и Северного Кавказа. По состоянию на 2019 год рождаемость выше уровня воспроизводства населения (2,1 рождения на женщину) была только в четырёх субъектах Российской Федерации: Республика Тыва (2,724 рождения на женщину), Чеченская Республика (2,576 рождения на женщину), Ненецкий автономный округ (2,176 рождения на женщину) и Республика Алтай (2,114 рождения на женщину).
| годы      | всё население | городское население | сельское население |
| --------- | ------------- | ------------------- | ------------------ |
| 1960−1961 | 2,540         | 2,040               | 3,320              |
| 1970−1971 | 2,007         | 1,773               | 2,588              |
| 1980−1981 | 1,895         | 1,700               | 2,562              |
| 1990      | 1,892         | 1,698               | 2,600              |
| 1995      | 1,337         | 1,193               | 1,813              |
| 2000      | 1,195         | 1,089               | 1,554              |
| 2001      | 1,223         | 1,124               | 1,564              |
| 2002      | 1,286         | 1,189               | 1,633              |
| 2003      | 1,319         | 1,223               | 1,666              |
| 2004      | 1,344         | 1,253               | 1,654              |
| 2005      | 1,294         | 1,207               | 1,576              |
| 2006      | 1,305         | 1,210               | 1,601              |
| 2007      | 1,416         | 1,294               | 1,798              |
| 2008      | 1,502         | 1,372               | 1,912              |
| 2009      | 1,542         | 1,415               | 1,941              |
| 2010      | 1,567         | 1,439               | 1,983              |
| 2011      | 1,582         | 1,442               | 2,056              |
| 2012      | 1,691         | 1,541               | 2,215              |
| 2013      | 1,707         | 1,551               | 2,264              |
| 2014      | 1,750         | 1,588               | 2,318              |
| 2015      | 1,777         | 1,678               | 2,111              |
| 2016      | 1,762         | 1,672               | 2,056              |
| 2017      | 1,621         | 1,527               | 1,923              |
| 2018      | 1,579         | 1,489               | 1,870              |
| 2019      | 1,504         | 1,427               | 1,754              |

Суммарный коэффициент рождаемости по федеральным округам (на 2019 год)):
- Северо-Кавказский — 1,784
- Дальневосточный — 1,671
- Уральский — 1,623
- Сибирский — 1,540
- Южный — 1,483
- Приволжский — 1,451
- Центральный — 1,396
- Северо-Западный — 1,386

## Прогнозы ООН
Согласно прогнозу ООН 2019 года, рост населения Земли почти остановится к концу XXI века. Ожидается, что впервые в современной истории население мира практически прекратит расти к концу этого столетия, в значительной степени из-за падения мировых показателей рождаемости. Прогнозируется, что к 2100 году население мира достигнет приблизительно 10,9 миллиарда человек, а ежегодный прирост составит менее 0,1 % — резкое снижение по сравнению с нынешними темпами. В период с 1950 года по сегодняшний день население мира увеличивалось от 1 % до 2 % каждый год, а число людей выросло с 2,5 миллиардов до более 7,7 миллиарда. Глобальная рождаемость падает по мере старения мира. Согласно данным демографического прогноза ООН 2019 года, к 2050 году средний возраст населения земли составит 36 лет, каждый шестой человек в мире будет старше 65 лет (16 %), по сравнению с 2019 годом, когда средний возраст населения Земли составлял 31 год, и только 1 из 11 человек (9 %) был старше 65 лет. Согласно данным демографического прогноза ООН 2019 года к 2100 году средний возраст населения земли составит 42 года, а общий коэффициент рождаемости составит 1,9 рождения на одну женщину по сравнению с 2,5 на 2019 год. По прогнозам, к 2070 году этот показатель упадёт ниже уровня воспроизводства населения (2,1 рождения на одну женщину). Между 2020 и 2100 годами число людей в возрасте 80 лет и старше увеличится с 146 миллионов до 881 миллиона. Начиная с 2073 года, по прогнозам, будет больше людей в возрасте 65 лет и старше, чем младше 15 лет — в первый раз в истории человечества. Факторами, способствующими увеличению среднего возраста, являются увеличение продолжительности жизни и снижение уровня рождаемости.
Африка — единственный регион мира, в котором, по прогнозам, будет наблюдаться значительный прирост населения до конца этого столетия. Ожидается, что в период с 2020 по 2100 год население Африки увеличится с 1,3 млрд до 4,3 млрд человек. Прогнозы показывают, что этот прирост будет достигнут главным образом в странах Африки к югу от Сахары, численность населения которых к 2100 году, как ожидается, вырастет более чем в три раза. По прогнозам, в регионах, которые включают США и Канаду (Северная Америка), а также Австралию и Новую Зеландию (Океанию), будет происходить рост населения на протяжении всего столетия, но более медленными темпами, чем в Африке. Прогнозируется, что рост населения Африки будет оставаться сильным в течение всего этого столетия. Ожидается, что численность населения Европы и Латинской Америки к 2100 году сократится. Ожидается, что в 2021 году население Европы достигнет пика в 748 миллионов человек. Ожидается, что регион Латинской Америки и Карибского бассейна превзойдёт Европу по численности населения к 2037 году, а в 2058 году достигнет пика в 768 миллионов. Ожидается, что население Азии увеличится с 4,6 млрд в 2020 году до 5,3 млрд в 2055 году, а затем начнёт сокращаться. Ожидается, что население Китая достигнет пика в 2031 году, а население Японии и Южной Кореи, как ожидается, сократится после 2020 года. Ожидается, что население Индии будет расти до 2059 года, когда оно достигнет 1,7 миллиарда человек. Между тем Индонезия — самая густонаселённая страна в Юго-Восточной Азии — по прогнозам достигнет своего пика в 2067 году. В регионе Северной Америки ожидается, что миграция из остального мира будет основной движущей силой продолжающегося роста населения. Ожидается, что численность иммигрантов в Соединённых Штатах в ближайшие 80 лет (с 2020 по 2100 год), согласно прогнозам ООН, увеличится на 85 миллионов человек. В Канаде миграция, вероятно, будет ключевым фактором роста, поскольку ожидается, что число смертей в Канаде превысит число рождений.
К 2100 году 5 из 10 крупнейших по населению стран мира, по прогнозам, будут в Африке. По прогнозам, на шесть стран будет приходиться более половины прироста населения мира до конца этого столетия, а пять будут находиться в Африке. Ожидается, что население мира вырастет примерно на 3,1 миллиарда человек в период с 2020 по 2100 год. Более половины этого прироста ожидается в Нигерии, Демократической Республике Конго, Танзании, Эфиопии и Анголе, а также в одной не африканской стране (Пакистан). По прогнозам, к 2100 году пять африканских стран войдут в первую десятку стран мира по населению. Прогнозировалось, что к 2027 году Индия превзойдёт Китай как самую густонаселённую страну мира, однако это случилось уже в 2023 году. К 2059 году её население достигнет пика в 1,7 миллиарда человек. Между тем, согласно прогнозам, Нигерия превзойдёт США как третью по величине населения страну в мире в 2047 году. Ожидается, что в период с 2020 по 2100 год 90 стран потеряют население. Ожидается, что две трети всех стран и территорий в Европе (32 из 48) потеряют население к 2100 году. В Латинской Америке и Карибском бассейне ожидается сокращение половины населения региона из 50 стран. Напротив, между 1950 и 2020 годами только шесть стран в мире потеряли население, из-за гораздо более высоких показателей рождаемости и относительно более молодого населения в последние десятилетия. Ожидается, что к 2100 году половина детей, рождённых во всем мире, будут рождены в Африке. Африка перегонит Азию по количеству рождённых детей к 2060 году. Половина всех рождённых детей в мире, как ожидается будет в Африке к 2100 году, по сравнению с тремя из десяти всех рождённых детей мира в 2019 году. Ожидается, что в период с 2020 по 2100 год в Нигерии родится 864 миллиона детей, что является самым большим показателем среди африканских стран. По прогнозам, число рождений в Нигерии к 2070 году превысит число рождений в Китае. Между тем, согласно прогнозам, к концу этого столетия в Азии родится примерно треть детей мира, по сравнению с примерно половиной сегодня и с 65 % в период 1965—1970 годов.
В 1950 году в регионе Латинской Америки и Карибского бассейна было одно из самых молодых населений мира; к 2100 году ожидается, что в регионе Латинской Америки и Карибского бассейна будет самое старое население из всех регионов мира, что резко контрастирует с XX веком. В 1950 году средний возраст региона составлял всего 20 лет. По прогнозам, к 2100 году эта цифра увеличится более чем в два раза — до 49 лет. Данная закономерность очевидна при взгляде на отдельные страны региона. Например, в 2020 году ожидается, что средний возраст будет в Бразилии (33 года), Аргентине (32 года) и Мексике (29 лет), что будет ниже, чем средний возраст в США (38 лет). Однако к 2100 году население всех этих трёх латиноамериканских стран, согласно прогнозам, будет старше населения США. Средний возраст составит 51 год в Бразилии, 49 лет в Мексике и 47 лет в Аргентине, в то время как в США он составит 45 лет. Ожидается, что в Колумбии будет самый сильный рост среднего возраста населения, он вырастет более чем втрое между 1965 и 2100 годом — с 16 до 52 лет.
Прогнозируется, что в Японии в 2020 году будет самый высокий средний возраст населения среди всех стран мира — 48 лет. Ожидается, что средний возраст Японии продолжит расти, пока не достигнет пика в 55 лет в 2065 году. Ожидается, что он будет ниже в 2100 году (54 года). Ожидается, что к 2100 году страной с самым высоким средним возрастом населения станет Албания со средним возрастом 61 год.

## Прогноз Вашингтонского университета
| 7—8 детей 6—7 детей 5—6 детей 4—5 детей | 3—4 детей 2—3 детей 1—2 детей 0—1 детей |

Карта медианного возраста (от и до) в разных странах по состоянию на 2018 год. Самое молодое население Земли в основном сосредоточенно в странах Африки южнее Сахары

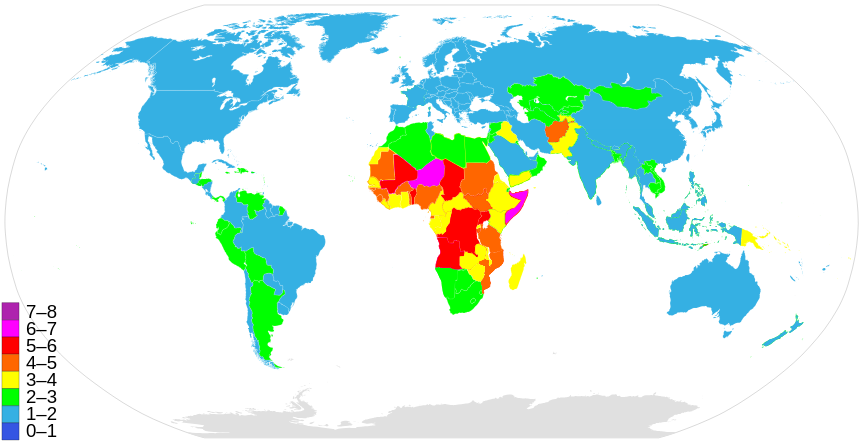
Карта стран мира по суммарному коэффициенту рождаемости по состоянию на 2020 год. Самый высокий на Земле суммарный коэффициент рождаемости наблюдается в основном в странах Африки южнее Сахары.
7—8 детей
6—7 детей
5—6 детей
4—5 детей
3—4 детей
2—3 детей
1—2 детей
0—1 детей

Карта стран мира по темпу роста населения в процентах с учётом рождаемости, смертности, иммиграции и эмиграции в 2018 году. Самый высокий темп роста населения Земли наблюдается в основном в странах Африки южнее Сахары

По данным прогноза Вашингтонского университета, опубликованного в медицинском журнале The Lancet 14 июля 2020 года, население мира достигнет пика в 2064 году и составит около 9,73 миллиарда, а затем снизится до 8,79 миллиарда к 2100 году, что на 2 миллиарда меньше, чем прогноз ООН 2019 года. Разница между прогнозами ООН и Вашингтонского университета в значительной степени зависит от уровня рождаемости. Прогноз ООН предполагает, что в странах с низкой рождаемостью на сегодняшний момент суммарный коэффициент рождаемости со временем вырастет до 1,8 ребёнка на женщину. Однако данные прогноза Вашингтонского университета показывают, что по мере того, как женщины становятся более образованными и получают доступ к услугам в области репродуктивного здоровья, они в среднем предпочитают иметь менее 1,5 детей, что как следствие ускоряет снижение рождаемости и замедляет рост населения, а затем и ускоряет его снижение. Прогнозируется, что глобальный СКР будет неуклонно снижаться с 2,37 в 2017 году до 1,66 в 2100 году, что намного ниже уровня воспроизводства населения (2,1 рождения на одну женщину), необходимого для поддержания численности населения на одном уровне. Даже незначительные изменения СКР приводят к большим различиям в численности населения между странами мира: увеличение СКР всего на 0,1 рождения на женщину эквивалентно увеличению примерно на 500 миллионов человек населения на планете Земля к 2100 году. Страны, в которых прогнозируется сильное снижение рождаемости к 2100 году, это в значительной степени страны, которые сейчас имеют очень высокую рождаемость, в основном это страны Африки южнее Сахары, где показатели впервые упадут ниже уровня воспроизводства населения — с 4,6 рождения на женщину в 2017 году до 1,7 к 2100 году. В Нигере, где коэффициент фертильности был самым высоким в мире в 2017 году — женщины рожали в среднем 7 детей — прогнозируется, что к 2100 году этот показатель снизится до 1,8.
По прогнозам, к 2050 году в 151 стране, а к 2100 году уже в 183 из 195 стран мира, рождаемость упадёт ниже уровня воспроизводства населения (2,1 рождения на одну женщину), необходимого для поддержания численности населения на одном уровне. Это означает, что в этих странах население будет сокращаться, если низкая рождаемость не будет компенсироваться иммиграцией. Многие из стран с наиболее быстро снижающимся населением будут находится в Азии, а также в Центральной и Восточной Европе. Ожидается, что численность населения к 2100 году сократится как минимум наполовину в 23 странах мира, включая Японию (примерно с 128 миллионов человек в 2017 году до 60 миллионов в 2100 году), Таиланд (с 71 до 35 миллионов), Испанию (с 46 до 23 миллионов), Италию (с 61 до 31 миллиона), Португалию (с 11 до 5 миллионов) и Южную Корею (с 53 до 27 миллионов). Ожидается, что ещё в 34 странах произойдёт сокращение населения от 25 до 50 %, включая Китай. Население Китая сократится с 1,4 миллиарда человек в 2017 году до 732 миллионов в 2100 году. Тем временем население стран Африки южнее Сахары вырастет втрое с примерно 1,03 миллиарда в 2017 году до 3,07 миллиарда в 2100 году, по мере снижения смертности и увеличения числа женщин, вступающих в репродуктивный возраст. При этом только население одной Нигерии вырастет до 791 миллиона к 2100 году, что сделает её второй по населению страной в мире после Индии, где тогда будет проживать 1,09 миллиарда человек. Население Северной Африки и Ближнего Востока вырастет с 600 миллионов в 2017 году до 978 миллионов в 2100 году. Эти прогнозы предполагают лучшие условия для окружающей среды с меньшим давлением на системы производства продуктов питания и более низкими выбросами углерода, а также значительное увеличение экономически активного населения некоторых частей Африки к югу от Сахары. Однако в большинстве стран мира за пределами Африки будет наблюдаться сокращение рабочей силы и перевёрнутая пирамида населения, что будет иметь серьёзные долгосрочные негативные последствия для их экономик. В прогнозе сделан вывод, что для стран с высоким уровнем доходов и с низкой рождаемостью лучшими решениями для поддержания численности населения и экономического роста будут гибкая иммиграционная политика и социальная поддержка семей, которые хотят детей. Однако перед лицом сокращения численности населения существует реальная опасность того, что некоторые страны могут рассмотреть политику, ограничивающую доступ к услугам в области репродуктивного здоровья, с потенциально разрушительными последствиями. Совершенно необходимо, чтобы свобода и права женщин стояли на первом месте в повестке дня каждого правительства в области развития. Системы социальных услуг и здравоохранения необходимо будет перестроить, чтобы приспособить их к работе с гораздо большим количеством пожилых людей.
Согласно прогнозу, по мере снижения рождаемости и увеличения продолжительности жизни во всём мире количество детей в возрасте до 5 лет, по прогнозам, сократится на 41 % с 681 миллиона в 2017 году до 401 миллиона в 2100 году. К тому времени 2,37 миллиарда человек, то есть более четверти мирового населения, будет старше 65 лет и только 1,70 миллиарда человек моложе 20 лет. Число тех, кому за 80 лет, вырастет в шесть раз, с примерно 140 миллионов сегодня[когда?] до 866 миллионов к концу XXI века. Аналогичным образом, глобальное соотношение людей старше 80 лет на каждого человека в возрасте 15 лет и младше, по прогнозам, вырастет с 0,16 в 2017 году до 1,50 в 2100 году. Кроме того, глобальное соотношение неработающих взрослых к работающим составляло около 0,8 в 2017 году, но, по прогнозам, увеличится до 1,16 в 2100 году, если участие в рабочей силе по возрасту и полу не изменится. Резкое сокращение численности и доли населения трудоспособного возраста также создаст огромные проблемы для многих стран мира. Экономикам стран будет сложнее расти с меньшим количеством рабочих и налогоплательщиков, а также создавать богатство, увеличивать расходы на социальную поддержку и медицинское обслуживание пожилых людей. Например, число людей трудоспособного возраста в Китае резко сократиться с 950 миллионов в 2017 году до 357 миллионов в 2100 (сокращение на 62 %). Прогнозируется, что спад в Индии будет менее резким — с 762 до 578 миллионов. Напротив, страны Африки южнее Сахары, вероятно, будут иметь самую молодую и соответственно самую экономически активная рабочую силу на планете Земля. В Нигерии, например, экономически активная рабочая сила увеличится с 86 миллионов в 2017 году до 458 миллионов в 2100 году, что, при правильном управлении, будет способствовать быстрому экономическому росту Нигерии и повышению уровня жизни его населения.
Эти «тектонические» сдвиги также изменят иерархию с точки зрения экономического влияния. По прогнозу, к 2050 году ВВП Китая превысит ВВП Соединённых Штатов Америки, но к 2100 году он вернётся на второе место, так как ожидается, что США вернут себе первое место к 2098 году, если иммиграция продолжит поддерживать рост рабочей силы США. ВВП Индии вырастет и займёт третье место, а Франция, Германия, Япония и Великобритания останутся в числе 10 крупнейших экономик мира. По прогнозам, Бразилия опустится в рейтинге с 8-го на 13-е, а Россия — с 10-го на 14-е место. Тем временем Италия и Испания опустятся в рейтинге с 15-го на 25-е и 28-е места соответственно. Индонезия может стать 12-й по величине экономикой в мире, в то время как Нигерия, которая в настоящее время занимает 28-е место, по прогнозам, войдёт в первую десятку стран мира по ВВП.
По данным прогноза также предполагается, что сокращение численности населения может быть компенсировано иммиграцией, поскольку страны, которые продвигают либеральную иммиграцию, могут лучше поддерживать размер своего населения и поддерживать экономический рост даже в условиях снижения уровня рождаемости. По данным прогноза, некоторые страны с рождаемостью ниже уровня воспроизводства населения, такие как США, Австралия и Канада, вероятно, сохранят своё экономически активное население трудоспособного возраста за счёт чистой иммиграции. Хотя в прогнозе отмечается, что существует значительная неопределённость в отношении этих будущих тенденций. Авторы прогноза отмечают некоторые важные ограничения, в том числе то, что, хотя в исследовании используются наилучшие доступные данные, прогнозы ограничиваются количеством и качеством данных за прошлые эпохи. Они также отмечают, что прошлые тенденции не всегда позволяют предсказать, что произойдёт в будущем, и что некоторые факторы, не включённые в модель, могут изменить темпы рождаемости, смертности или миграции. В конечном итоге, если прогноз окажется хотя бы наполовину точным, миграция со временем станет необходимостью для всех стран мира, а не вариантом. Так, как распределение населения трудоспособного возраста будет иметь решающее значение для того, будет ли человечество процветать или увядать.